# Alchemilla alpina
Alchemilla alpina é uma espécie de rosácea do gênero Alchemilla, pertencente à família Rosaceae.